# Гауришанкар
Гауришанкар (устар. Гауриза́нкар) — гора в Гималаях на границе Китая и Непала и вторая по высоте вершина горного массива Ролвалинг после Мелунгце (7181 м).
Название горы происходит от прозвищ индуистских богов Парвати и Шива. На рубеже XIX и XX вв. европейцы ошибочно именовали Гауризанкаром ещё более высокую гору, истинное название которой на тибетском — Джомолунгма.
Гауришанкар является основой непальского времени и причиной необычного часового пояса (UTC+5:45). Согласно преданиям, вершина является домом богини долголетия, одной из пяти сестёр Церингма, требовавшей жертвоприношений и ставшей защитницей после того, как её обратил в буддизм своими проповедями Ринпоче. 
С 1965 по 1979 год восхождение на гору было официально запрещено. В 1979 году американо-непальской экспедиции удалось наконец совершить первое восхождение.